# Komitet Porozumienia na rzecz Samostanowienia Narodu
Komitet Porozumienia na rzecz Samostanowienia Narodu – organizacja opozycji w PRL, założona 10 lutego 1979 przez Wojciecha Ziembińskiego.

## Historia
Powstała w reakcji na rozłam w Ruchu Obrony Praw Człowieka i Obywatela, przeprowadzony prawdopodobnie z inspiracji SB. Grupował działaczy kombatanckich i członków ROPCiO, którzy powołali tzw. Radę Sygnatariuszy. Członkami komitetu byli m.in. gen. Mieczysław Boruta-Spiechowicz, Jerzy Brykczyński, Władysław Kaufman-Borowski, Władysław Liniarski, Andrzej Nastula, Marian Piłka i Edward Staniewski. Organizacja wydawała własne pismo podziemne pod tytułem Rzeczpospolita.
Celem działalności tego komitetu była konsolidacja grup opozycji politycznej w PRL, o zabarwieniu niepodległościowym. Nieprzypadkowo też Ziembiński wybrał datę jego założenia – w dniu tym przypadała 60. rocznica pierwszej sesji Sejmu Ustawodawczego II Rzeczypospolitej.
Deklaracja założycielska głosiła m.in.: ...uważamy za konieczne porozumienie obywateli, którzy nie akceptują totalitarnych metod sprawowania władzy, na rzecz pełnej realizacji zasady zwierzchnictwa narodu.